# Thierry Blondeau
Pour les articles homonymes, voir Blondeau.
 (novembre 2023).
Si vous disposez d'ouvrages ou d'articles de référence ou si vous connaissez des sites web de qualité traitant du thème abordé ici, merci de compléter l'article en donnant les références utiles à sa vérifiabilité et en les liant à la section « Notes et références ».
Thierry Blondeau est un compositeur français né à Vincennes en 1961.

## Biographie
Thierry Blondeau étudie la musique et la littérature à Paris et Berlin (1er prix de composition au Conservatoire de Paris et à Hochschule der Künste)[réf. nécessaire].
Pensionnaire à la Villa Médicis à Rome de 1994 à 1996, lauréat de la Villa Médicis hors les murs en 1998 à Bâle, compositeur en résidence à l'E.N.M.D. de Brest de 1998 à 2000 puis à l'« Akademie Schloss Solitude » en 2000, compositeur en résidence à Annecy de 2000 à 2002, il participe à la mise en place d'un nouveau lieu de recherche et de diffusion en Haute-Savoie, le M.I.A. (Musiques Inventives d’Annecy).
En 2002 et 2003, il est compositeur invité à Berlin par le D.A.A.D. (Office Allemand d'Échanges Académiques). En 2004, avec Jean-Luc Hervé et Oliver Schneller, il fonde l’initiative Biotop(e).
Depuis 2003, il enseigne à l'Université Marc Bloch de Strasbourg (composition acoustique et électroacoustique) et, en 2006, a été invité par le Land de Basse-Saxe au Künstlerhof Schreyahn.

## Musique
Sa musique peut se caractériser par une construction audible de données acoustiques, spatiales et instrumentales. L’écoute du son vivant l'a amené à élargir le territoire de l’instrument qu’il fait entendre à l'espace dans lequel il sonne.
Thierry Blondeau crée également des pièces à destination des musiciens de tous niveaux, afin de rendre les créations musicalement exigeantes accessibles dès l’apprentissage.
Son œuvre Pêle-mêle jouit d’un retentissement croissant parmi les jeunes générations de compositeurs[réf. nécessaire].